# Saint-Mars-du-Désert (Mayenne)
Saint-Mars-du-Désert – miejscowość i gmina we Francji, w regionie Kraj Loary, w departamencie Mayenne.
Według danych na rok 1990 gminę zamieszkiwało 190 osób, a gęstość zaludnienia wynosiła 16 osób/km² (wśród 1504 gmin Kraju Loary Saint-Mars-du-Désert plasuje się na 1062. miejscu pod względem liczby ludności, natomiast pod względem powierzchni na miejscu 922.).